# 劉賈
劉賈（？—前196年），秦末漢初軍事人物，漢高祖劉邦之宗室，頗有戰功，封為荊王。英布造反時，抵抗而陣亡。

## 生平
劉賈是劉邦宗族一员。汉王元年时，开始参与军事活动。刘邦返回平定三秦，刘贾任將軍，平定了塞地。從擊項羽，後佐彭越入楚。刘贾率二万人，骑数百，渡过白马津入楚地，烧毁楚军的粮草储备。不久，楚軍攻打劉賈，劉賈與彭越合作堅守，駐軍不戰。
後劉賈渡淮水，招降楚國大司馬周殷，與周殷聯兵攻下九江。又與英布一起參加垓下之戰（垓下於今安徽蚌埠固鎮），合擊項羽。
不久，與太尉盧綰出征，平臨江王共尉。
漢高祖六年（前201年）春，高祖會諸侯於陳縣，乘機俘虜了楚王韓信。开始分封諸刘为王。首先即是將楚國一分為二，劉賈受封為荊王，領淮東五十二城；高祖弟劉交受封為楚王，治淮西三十六城；韓信則降為淮陰侯。
漢高祖十一年（前196年），呂雉以及蕭何誘殺淮陰侯韓信於宮中。淮陰之地賞賜於劉賈。
同年，淮南王英布起兵反漢，擊荊。劉賈興兵交战，敗，逃至富陵，為布軍所殺。

## 后事
后刘邦亲自率军破英布。高祖十二年，立沛侯刘濞为吴王，统辖原来的荆地。

## 延伸阅读
[在维基数据编辑]
 《史記/卷051》，出自司馬遷《史記》
 《漢書·卷035》，出自班固《漢書》

## 註解
1. ↑  班固. . . 布果如薛公言，東擊殺荊 王劉賈，劫其兵。